# Dina de-malchuta dina
Dina de-malchuta dina (aramäisch דִּינָא דְּמַלְכוּתָא דִּינָא „Das Gesetz des Landes ist Gesetz“) ist ein talmudisches Prinzip. Es wurde vom babylonischen Amoräer Samuel in Verhandlungen mit dem Sassanidenherrscher Schapur I. im 3. Jahrhundert n. Chr. festgelegt und hat seine Gültigkeit in der jüdischen Diaspora bis heute bewahrt. Es schreibt vor, dass Juden grundsätzlich verpflichtet sind, die Gesetze des Landes, in dem sie leben, zu respektieren und zu befolgen. Das bedeutet auch, dass die Landesgesetze in bestimmten Fällen sogar den Rechtsgrundsätzen der Halacha vorgeordnet sind, ähnlich wie im Kollisionsrecht. Solche Fälle traten in der Spätantike und im Mittelalter zunächst vor allem in zivil-, steuer- und finanzrechtlichen Fragen auf.
Das Konzept wird an vier verschiedenen Stellen im Talmud zitiert: Nedarim 28a, Gittin 10b, Baba Kama 113a und Baba Batra 54b/55a. Es wurde besonders im Mittelalter von den jeweiligen Poskim je nach persönlicher Erfahrung und Lebensrealität unterschiedlich interpretiert.
Als biblische Quellen für dieses Prinzip werden in Responsen aus der Epoche der Geonim Neh 9,37  und Jer 29,7  erwähnt. Die Stelle im Buch Nehemia drückt aus, dass es Gottes Wille ist, dass Juden die Gesetze nichtjüdischer Herrscher befolgen müssen. Die Stelle bei Jeremia legt den Juden im babylonischen Exil nahe, sich um das Wohl der Stadt zu bemühen, in die sie weggeführt wurden, sich den dortigen Gepflogenheiten anzupassen und die lokalen Regeln zu befolgen.
Im 16. Jahrhundert wurde dieses Prinzip im vierten Teil von Josef Karos Gesetzessammlung Schulchan Aruch (Choschen Mischpat 369, 8–10) bewusst flexibel formuliert, um verschiedene Auslegungsmöglichkeiten offenzulassen. Das führte dazu, dass Dina de-malchuta dina immer wieder neuen Gesetzen und Situationen angepasst werden konnte, wobei sich gleichzeitig der Geltungsbereich immer weiter ausdehnte und schließlich praktisch das ganze Privatrecht umfasste.

## Sonderfall Israel
Manche in Israel lebende ultraorthodoxe Juden (חֲרֵדִים Charedim) akzeptieren die staatlichen Behörden nicht, da sie den säkularen Staat nicht anerkennen. Dies führt mitunter zu Spannungen zwischen säkularen und ultraorthodoxen Israelis. Ultraorthodoxe Juden, etwa 15 % der Bevölkerung, stellen die Halacha, die religiösen Gebote, teilweise über die staatlichen Gesetze. Sie wollen etwa am Schabbat die Ladenöffnungszeiten oder den öffentlichen Personennahverkehr einschränken und ein Flugverbot für die El Al  erreichen. Sie lehnen die Wehrpflicht für junge ultraorthodoxe Juden ab, und manche Ultraorthodoxen befolgten die im Jahre 2020 verordneten Regelungen wegen der COVID-19-Pandemie nicht.